# Verwaltungsgemeinschaft Nördliche Börde
In der Verwaltungsgemeinschaft Nördliche Börde waren im sachsen-anhaltischen Ohrekreis die Gemeinden Ackendorf, Bebertal, Bornstedt, Nordgermersleben, Rottmersleben und Schackensleben zusammengeschlossen. Bei der Auflösung der Verwaltungsgemeinschaft am 20. September 2004 wurden die sechs Gemeinden in die Verwaltungsgemeinschaft Hohe Börde eingegliedert.